# Межигір'я (Чортківський район)
Межигі́р'я — село в Україні,  у Монастириській міській громаді Чортківського району Тернопільської області. До 2020 року підпорядковане Устє-Зеленській сільській раді.
Розташоване на річці Горожанка (ліва притока Дністра) на заході району, за 22 км від центру громади і за 19 км від найближчої залізничної станції Дубівці (Галицький район, Івано-Франківська область). Географічні координати: 49° 03′ північної широти і 24° 58′ східної довготи. Територія — 3,05 км².

## Історія
Назва поселення походить від місця розташування — між горами.
Відоме від XVI ст.
1904 року велика земельна власність належала Х. Ваттенбергу.
У Першій світовій війні в Легіоні УСС служили Василь Протас, Олексій Чучук. В УГА воювали Степан Жилавий (нар. 1892), Яків Павелко (нар. 1894), Василь (нар. 1895) та Йосип (нар. 1893) Рущаки, Петро Стойковський (нар. 1895).
Протягом 1920–1939-х роках у селі діяли філії товариств «Просвіта», «Луг», Народний дім, збудований у 1926—1927 рр., кооперативна крамниця і молочарня, аматорський гурток, хор.
У 1930-х роках у селі створено підпільні структури ОУН. Особливо активно діяла молодіжна ОУН, борючись проти польської влади, а потім проти більшовиків.
Від вересня 1939 р. село — під радянською владою, яка переслідувала національно свідому молодь.
Від 4 липня 1941 р. до 23 липня 1944 р. Межигір'я — під нацистською окупацією.
Із мобілізованих на фронти німецько-радянської війни загинули: Василь Сталюсь (1904—1945), Петро Чучук (1918—1945), Яким Шеленко (1907—1945); пропали безвісти: Франко Борецький (нар. 1919), Василь Грона (нар. 1919), Роман (нар. 1910) і Яким (1908—1945) Рущаки.
У 1947 року на подвір'ї Степана Борецького в криївці перебувало два хлопці та дівчина, за доносом місцевого сексота повстанців викрито і вбито. Органи НКВС і МДБ репресували понад 100 осіб із села, серед них: Антон (1883—1954) та Анастасія (1880—1972) Ботюки, Михайло Галушка (нар. 1930), родини Подлецьких, Рущаків, Чучуків, Шумегів та інші.
У 1957 та 2008 роках село внаслідок повені підтоплене.
Протягом 1962–1966 село належало до Бучацького району. 
12 червня 2020 року, відповідно до розпорядження Кабінету Міністрів України № 724-р «Про визначення адміністративних центрів та затвердження територій територіальних громад Тернопільської області» увійшло до складу Монастириської міської громади.
19 липня 2020 року, в результаті адміністративно-територіальної реформи та ліквідації Монастириського району, село увійшло до складу Чортківського району.

## Політика

### Парламентські вибори, 2019
На позачергових парламентських виборах 2019 року у селі функціонувала окрема виборча дільниця № 610711, розташована у приміщенні будинку культури.
Результати
- зареєстровано 146 виборців, явка 77,40%, найбільше голосів віддано за Всеукраїнське об'єднання «Батьківщина» — 30,36%, за Радикальну партію Олега Ляшка — 22,32%, за «Європейську Солідарність» — 16,96%.[4] В одномандатному окрузі найбільше голосів отримала Алла Стечишин (самовисування) — 53,00%, за Миколу Люшняка (самовисування) — 16,00%, за Ігоря Сопеля (Слуга народу) — 10,00%[5].

## Релігія
- церква Покрови Пресвятої Богородиці (1865, дерев'яна, УГКЦ).

## Пам'ятки
Насипана символічна могила Борцям за волю України (1990).

## Соціальна сфера
На початку XX століття побудовано школу, до 1919 року вона була українська, згодом — утраквістична (двомовна). До 2000-их діяла загальноосвітня школа I ступеня. Нині учні та дошкільнята на навчаються в Усті-Зеленому.
Працюють клуб, бібліотека, фельдшерський пункт, торгові заклади.
Землі обробляє ТзОВ «Лемківська мрія».

## Населення
У 1880 році в Межигір'ї проживало 532 українці, 146 поляків, 26 євреїв, у 1900 — 756 українців, 180 поляків, 51 єврей.
У 2014 році в селі було 117 дворів.
| Чисельність населення, осіб | Чисельність населення, осіб | Чисельність населення, осіб | Чисельність населення, осіб | Чисельність населення, осіб | Чисельність населення, осіб | Чисельність населення, осіб | Чисельність населення, осіб | Чисельність населення, осіб | Чисельність населення, осіб | Чисельність населення, осіб | Чисельність населення, осіб | Чисельність населення, осіб | Чисельність населення, осіб | Чисельність населення, осіб | Чисельність населення, осіб |
| 1880                        | 1900                        | 1921                        | 1931                        | 1939                        | 1959                        | 1970                        | 1976                        | 1979                        | 1989                        | 2001                        | 2003                        | 2011                        | 2012                        | 2014                        | 2015                        |
| --------------------------- | --------------------------- | --------------------------- | --------------------------- | --------------------------- | --------------------------- | --------------------------- | --------------------------- | --------------------------- | --------------------------- | --------------------------- | --------------------------- | --------------------------- | --------------------------- | --------------------------- | --------------------------- |
| 704                         | 987                         |                             |                             | 1200                        |                             |                             | 756                         |                             |                             | 329                         |                             |                             | 242                         | 221                         |                             |

### Мова
Розподіл населення за рідною мовою за даними перепису 2001 року:
| Мова       | Кількість | Відсоток |
| ---------- | --------- | -------- |
| українська | 345       | 99.42%   |
| російська  | 2         | 0.58%    |
| Усього     | 347       | 100%     |

## Відомі люди

### Народилися
- Мар'ян Миськів (1947) — український вчений у галузі кристалохімії неорганічних сполук, доктор хімічних наук, професор Львівського національного університету імені Івана Франка.
- Володимир Рущак (1938—1999) — український лікар, учений у галузі медицини.
- Тарас Рущак (нар. 1950) — український інженер-механік, підприємець, громадський діяч.

### Відвідували
- Віктор Ющенко (у 2008)[6]
- Юлія Тимошенко (у 2008)[6]

## Галерея

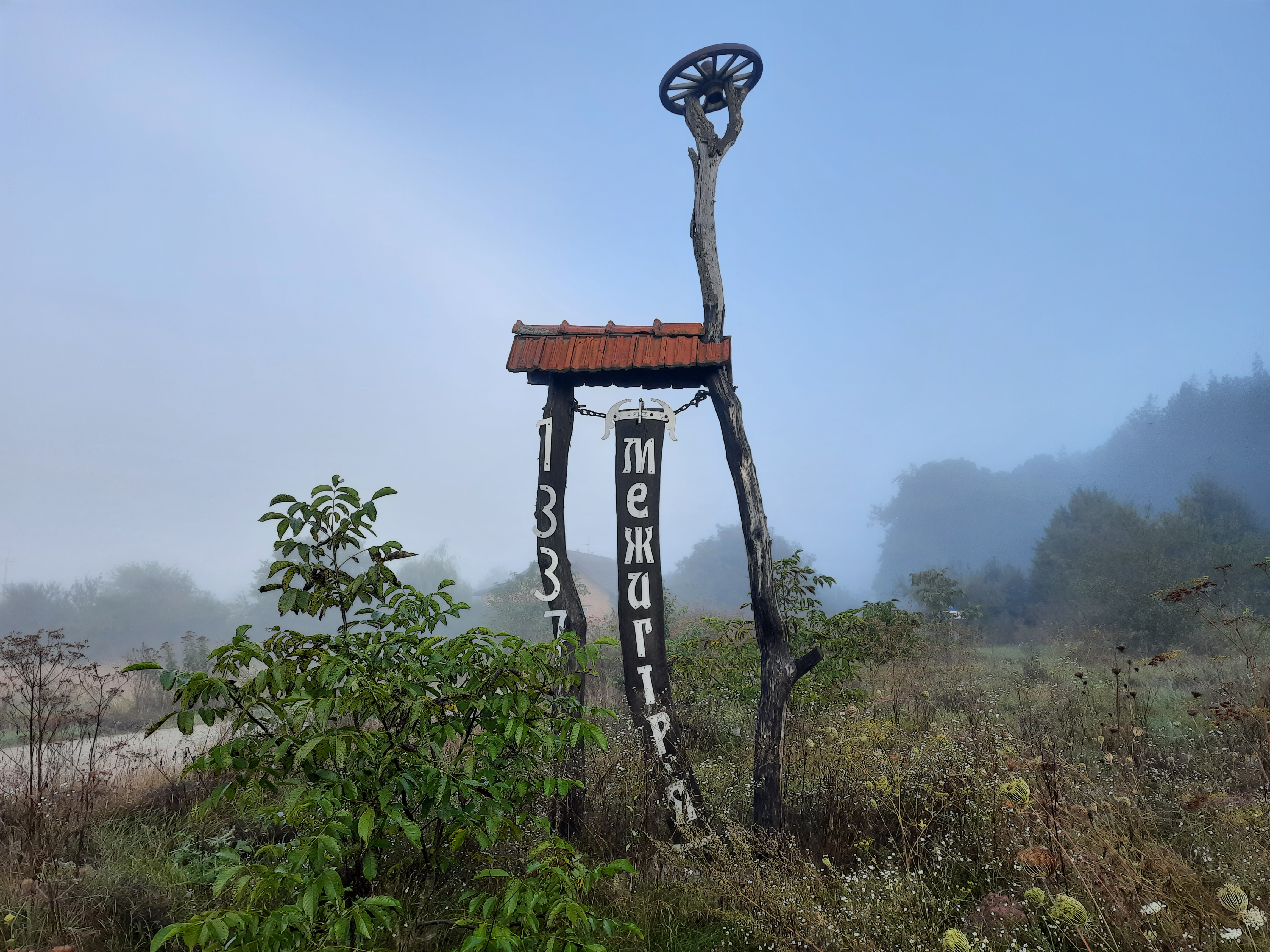
Знак при в'їзді в село
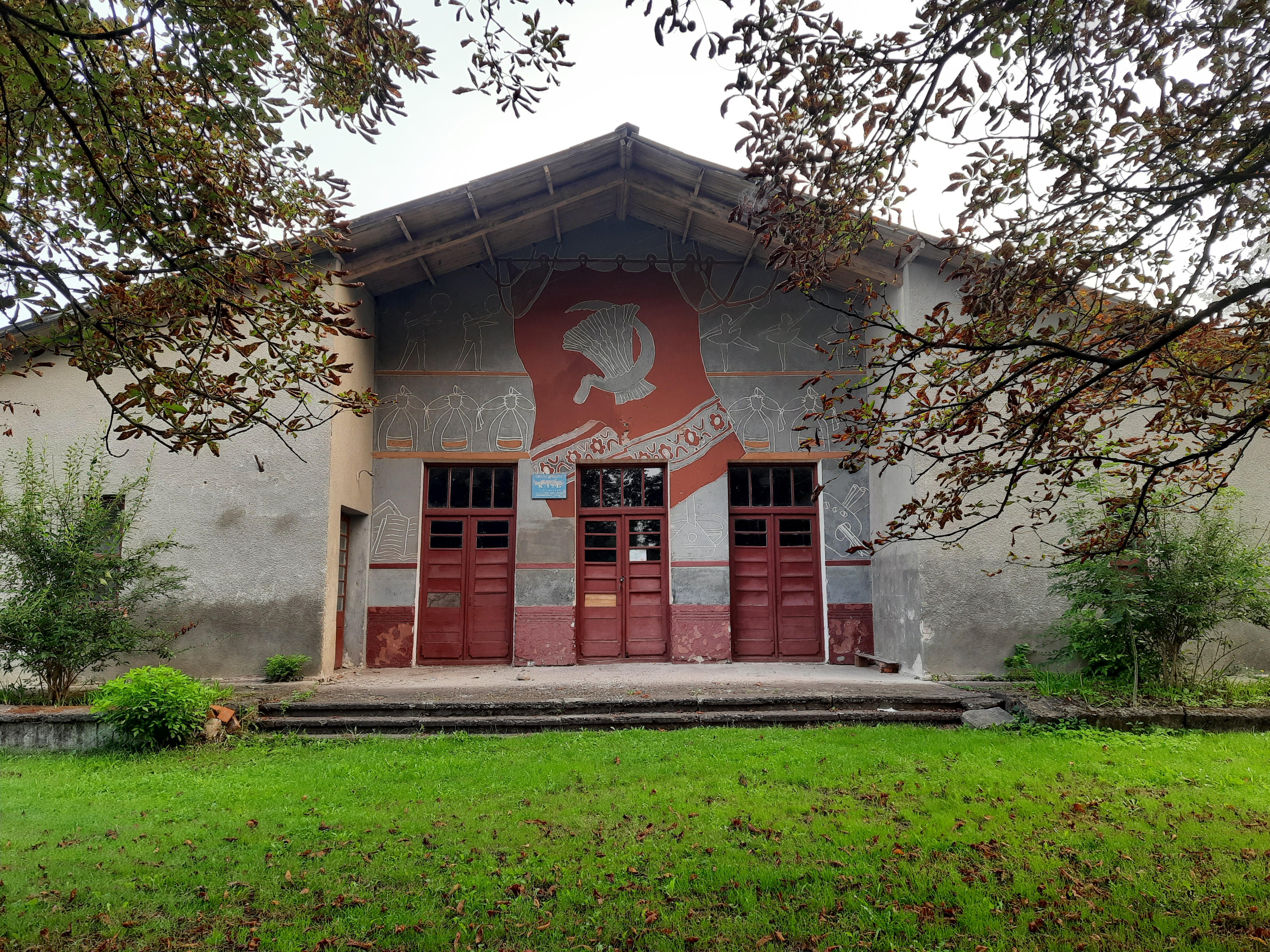
Клуб
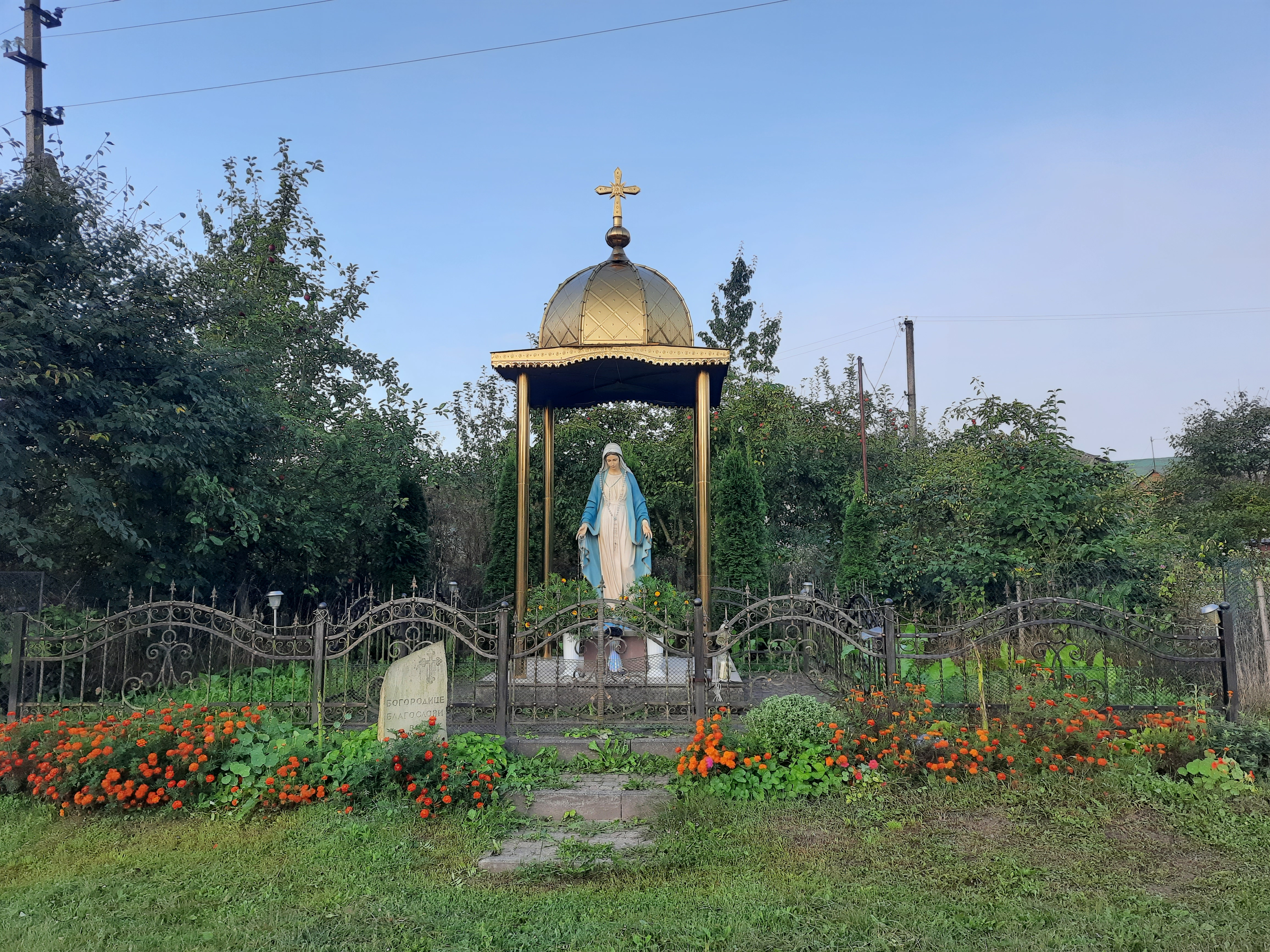
Статуя Божої Матері
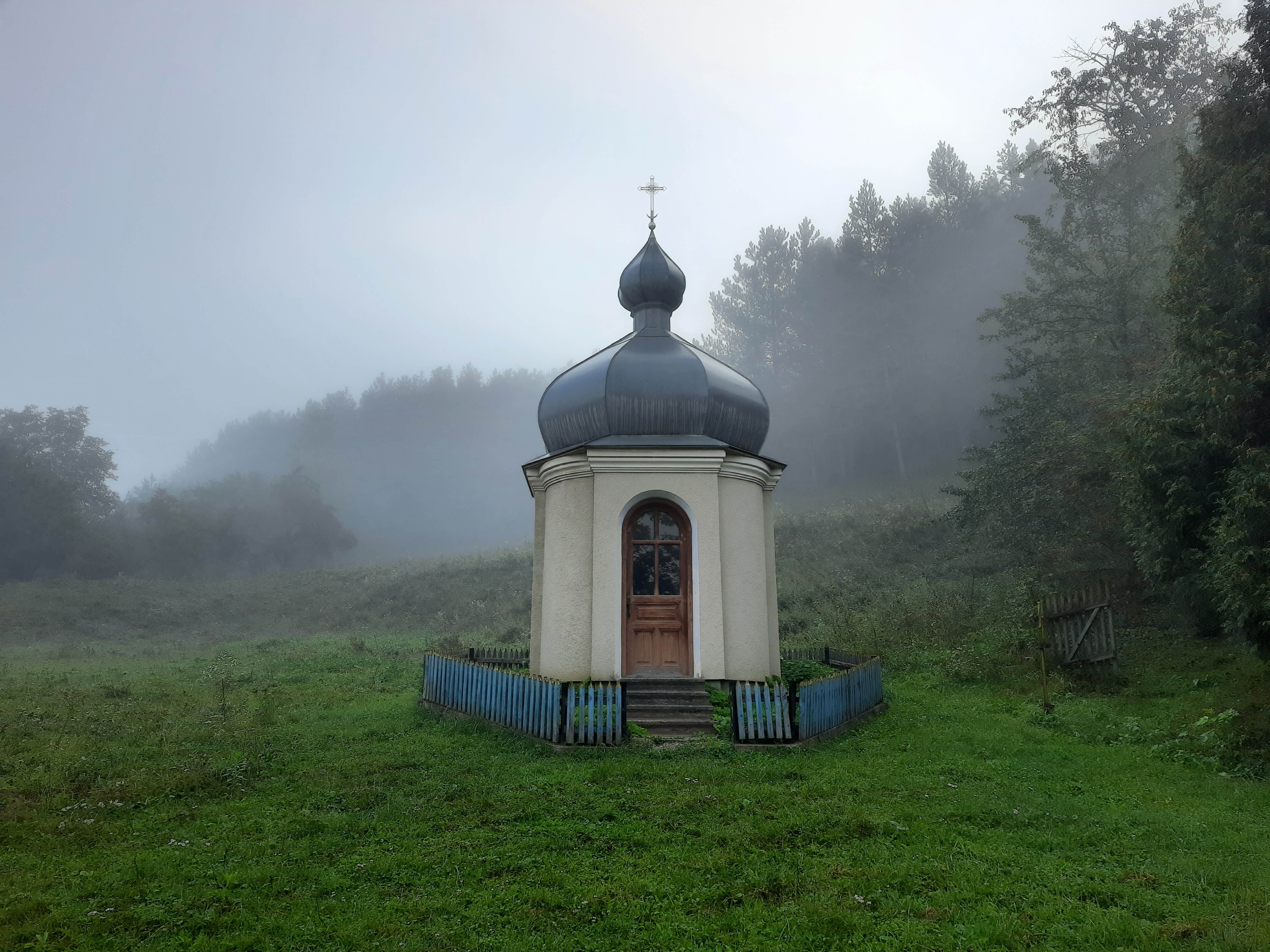
Капличка
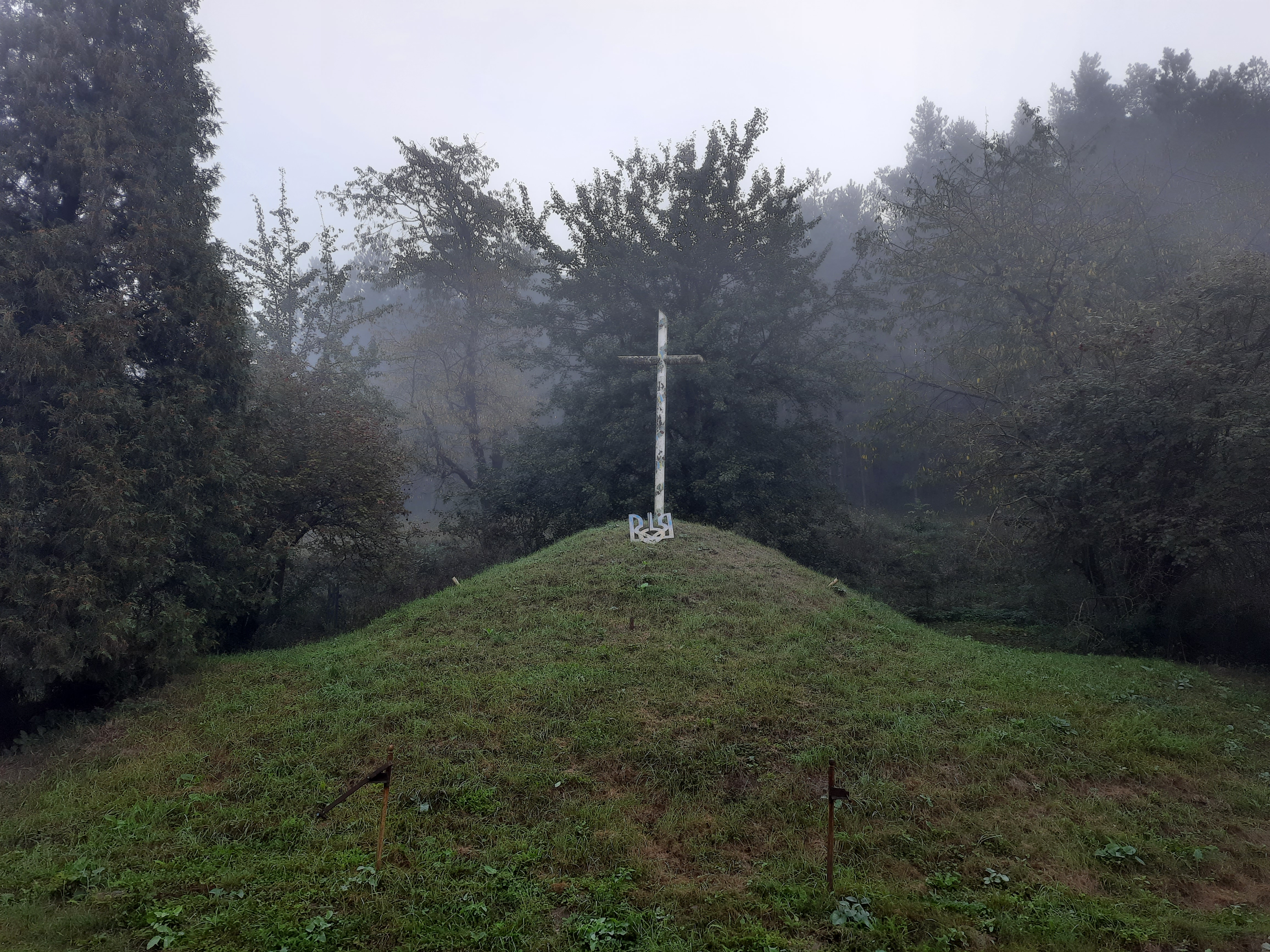
Символічна могила Борцям за волю України
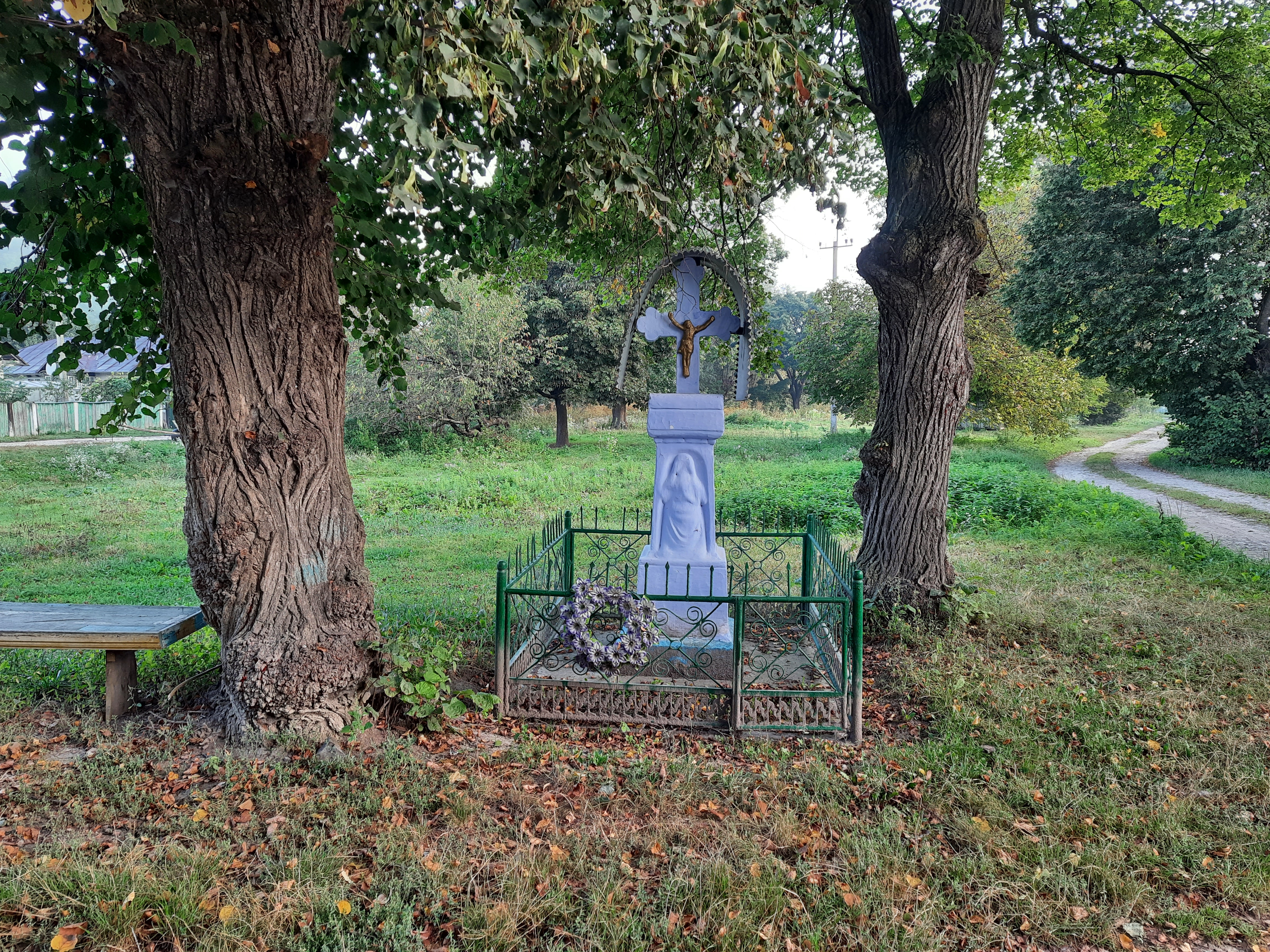
Пам'ятний хрест.
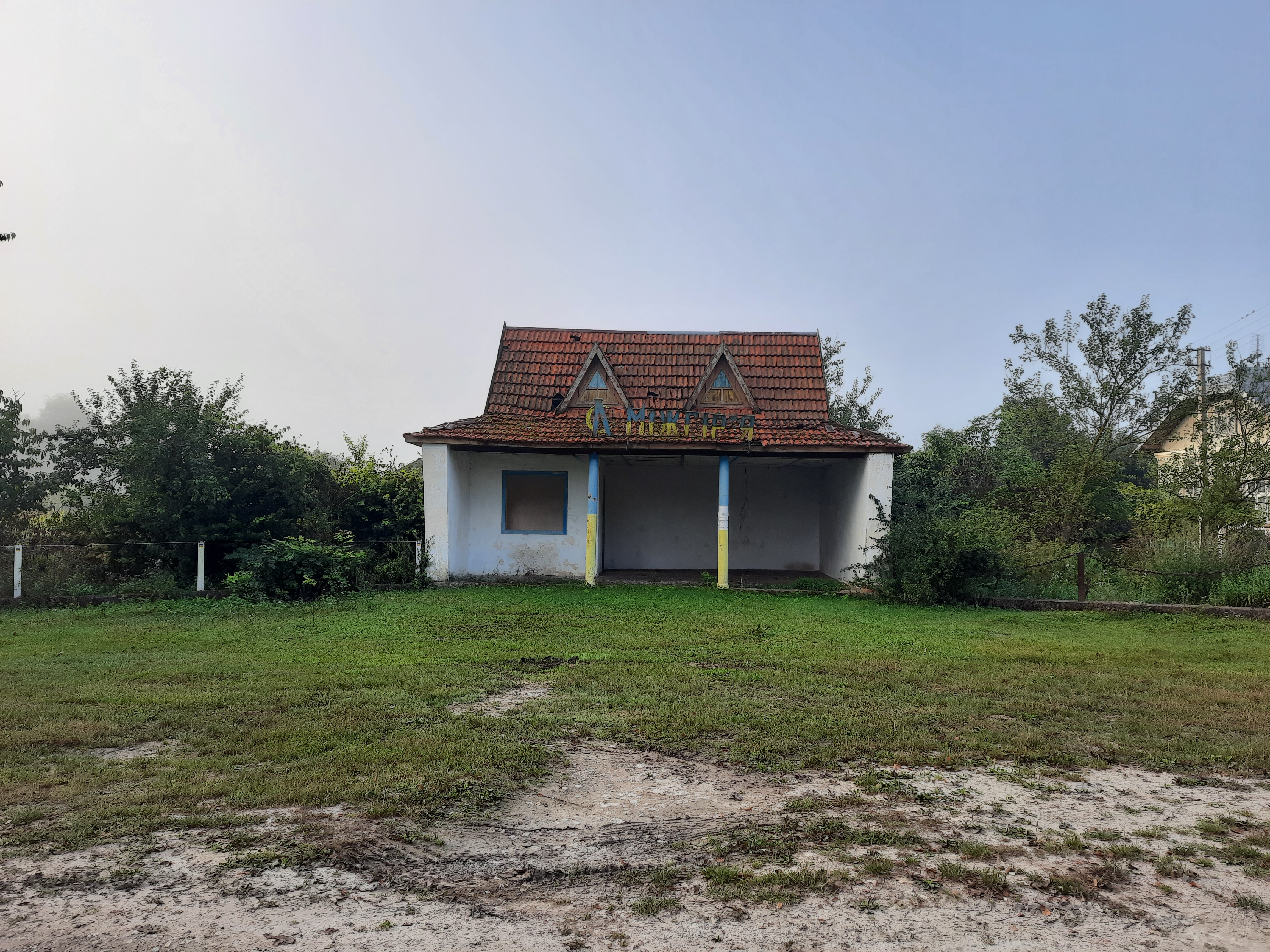
Автобусна зупинка